# 柳營劉家宗祠

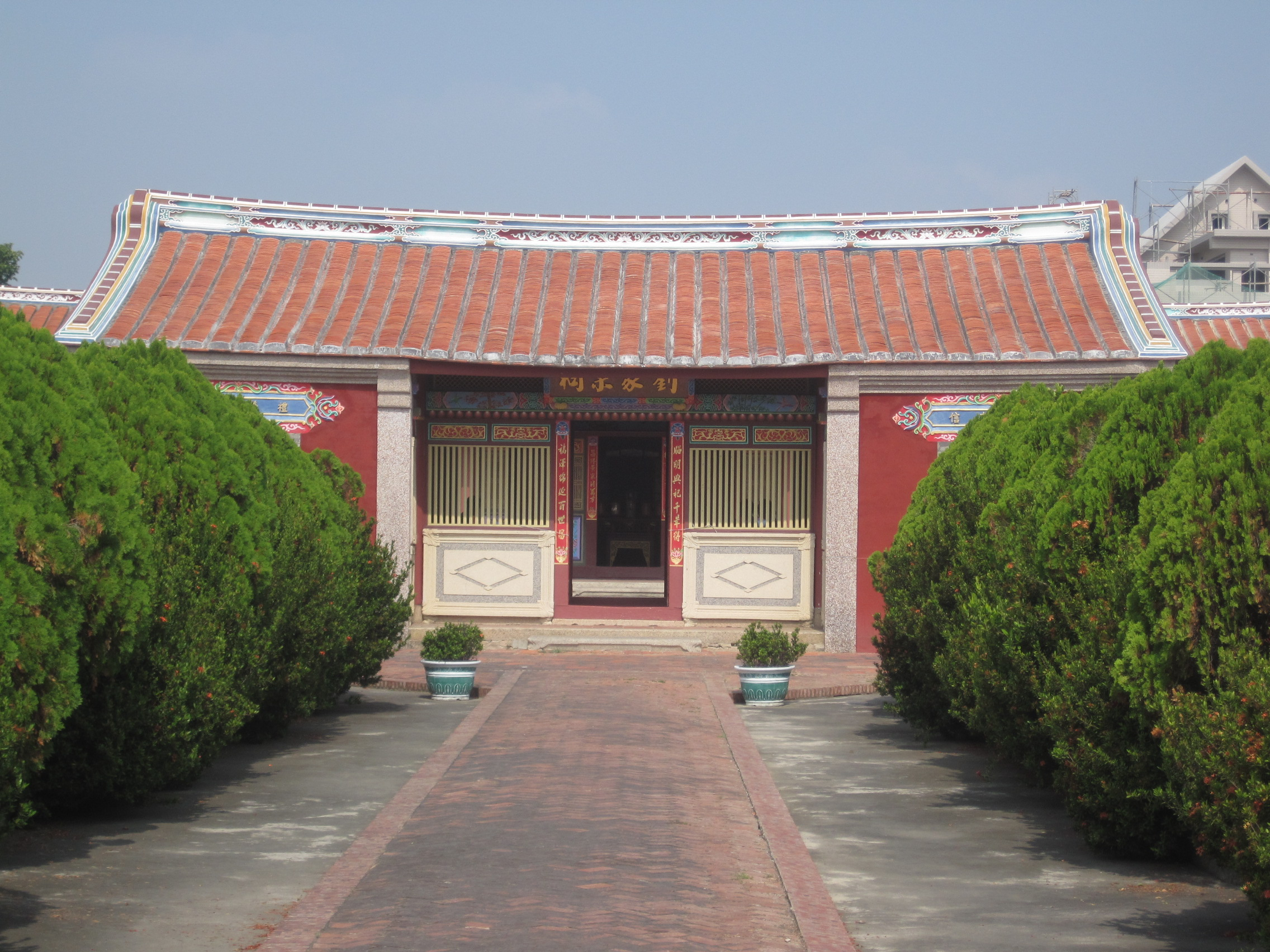
宗祠正面

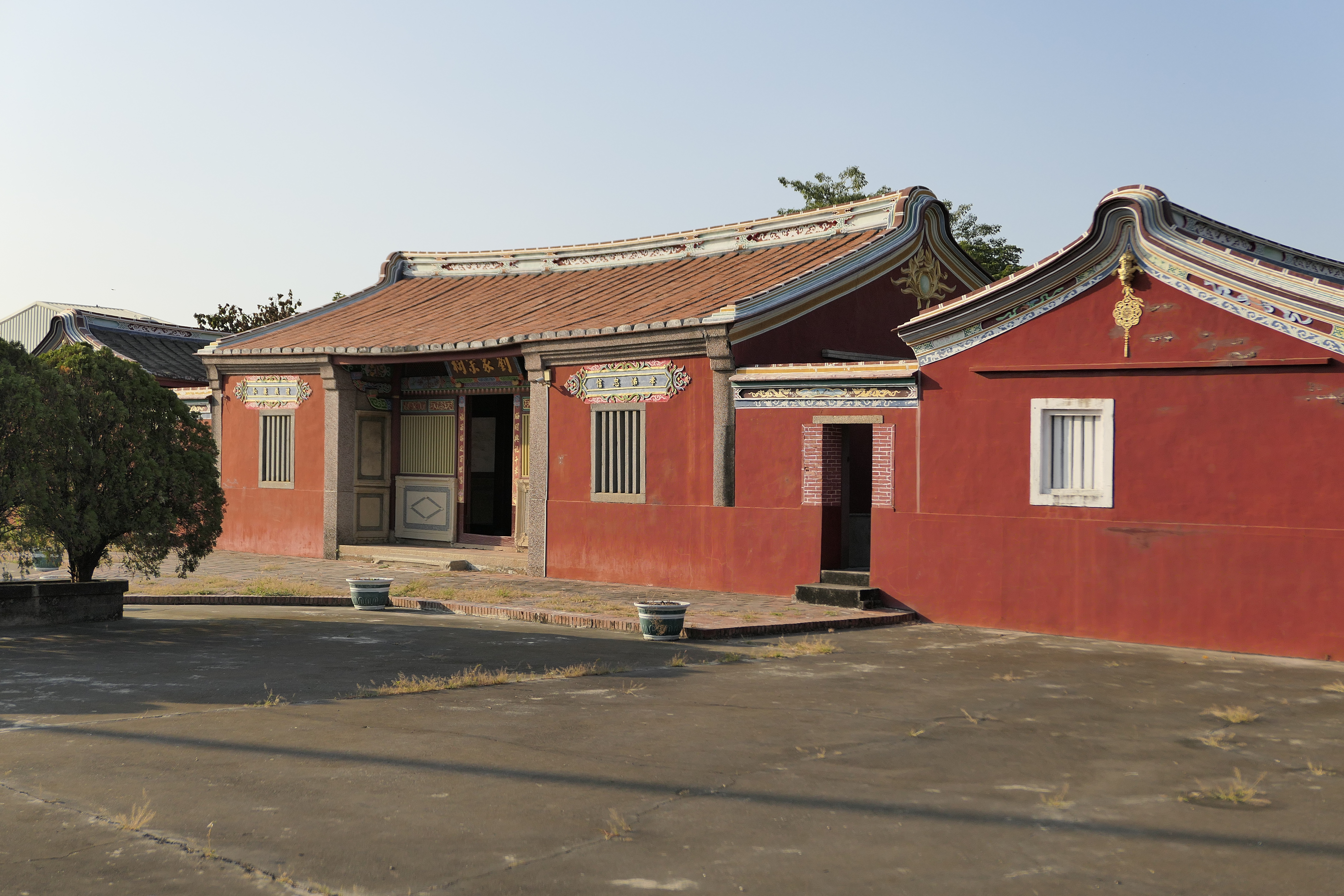
2019年的劉家宗祠

柳營劉家宗祠位於臺灣臺南市柳營區，是柳營劉家的宗祠，又稱劉家古厝。據說原本曾有「大厝九包五，三落百二門」的格局，後來剩下「七包三式」的格局。每年農曆二月廿二日祭祀公業會舉行祭祖儀式，同時公業會開會報告一年來的收支情形。
在臺灣日治時期，劉家宗祠曾做為柳營庄役場、信用組合辦公廳使用。該宗祠被臺南縣政府列為南瀛百景之一。

## 沿革
劉家宗祠的歷史據說可以追溯到清道光十四年（1834年），同治六年（1897年）重新整修。後來光緒十六年（1890年）時，將宗祠改建成「大厝九包五，三落百二門」的格局。
據劉豐澤的說法，二次大戰結束後宗祠曾翻修一次，並有換新屋瓦。民國80年到83年（1991年-1994年）時，宗祠再次整修並重新上漆。